# Rocchetta (Genga)
Rocchetta di Genga è una frazione del comune di Genga da cui dista 4,5 km. È posizionata a 517 metri sul livello del mare su un versante del Monte Ameno.
È conosciuta anche per essere un punto di partenza per il sentiero che si snoda lungo la zona boschiva del Parco naturale Regionale della Gola e di Frasassi e termina a Valle Scappuccia. Nella parte alta del paese sorge la chiesa di San Michele Arcangelo costruita nel 1954, sostituendo in toto la preesistente chiesa medioevale. Sulla facciata principale della chiesa è presente una Lastra commemorativa ai Caduti militari del primo conflitto mondiale che erano residenti nella frazione del comune di Genga.

## Storia

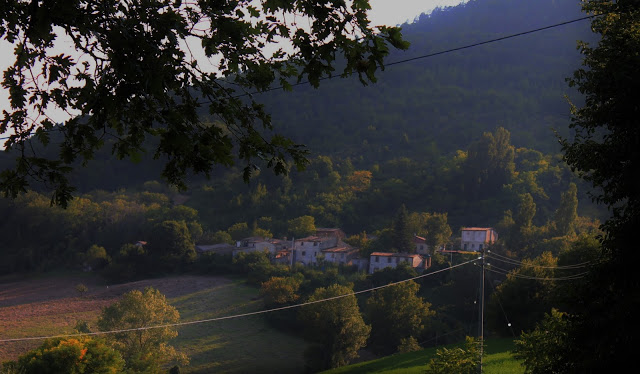
Immagine con vista sul paese

Rocchetta di Genga ha origini antiche e precisamente al basso medioevo quando il territorio era costituito già da "ville" e parrocchie. Fu una consorteria familiare (Giso) a dar vita nei primi decenni del secolo XII ad un insediamento definito Castello, successivamente assoggettato a Rocca Contrada (attuale Arcevia) e in seguito abbandonato con l'intento di creare una nuova "villa" posta più a valle. Dello stesso periodo storico è anche l'antica chiesa di San Michele Arcangelo, appartenente dapprima a Rocca Contrada e grazie a papa Leone XII poi unita a Genga.

## Società

### Tradizioni e folclore

#### Fiaccolata religiosa alla Madonnella
Ogni 14 agosto, in orario serale, viene organizzata dai rocchettani una suggestiva fiaccolata religiosa che parte dalla chiesa di San Michele Arcangelo sino alla Madonnella, un piccolissimo santuario ubicato nei pressi del paese, nel bivio che divide la Strada Provinciale 15 e e la Statale Arceviese. Durante l'evento viene aperto il piccolo edificio storico ove è conservata una raffigurazione della Vergine Maria e i partecipanti, unitamente al parroco, si raccolgono in preghiera con le fiaccole accese. Al termine dell'omelia è usanza accendere un fuoco ed infine saggiare i dolci tradizionali preparati dalle donne del luogo.

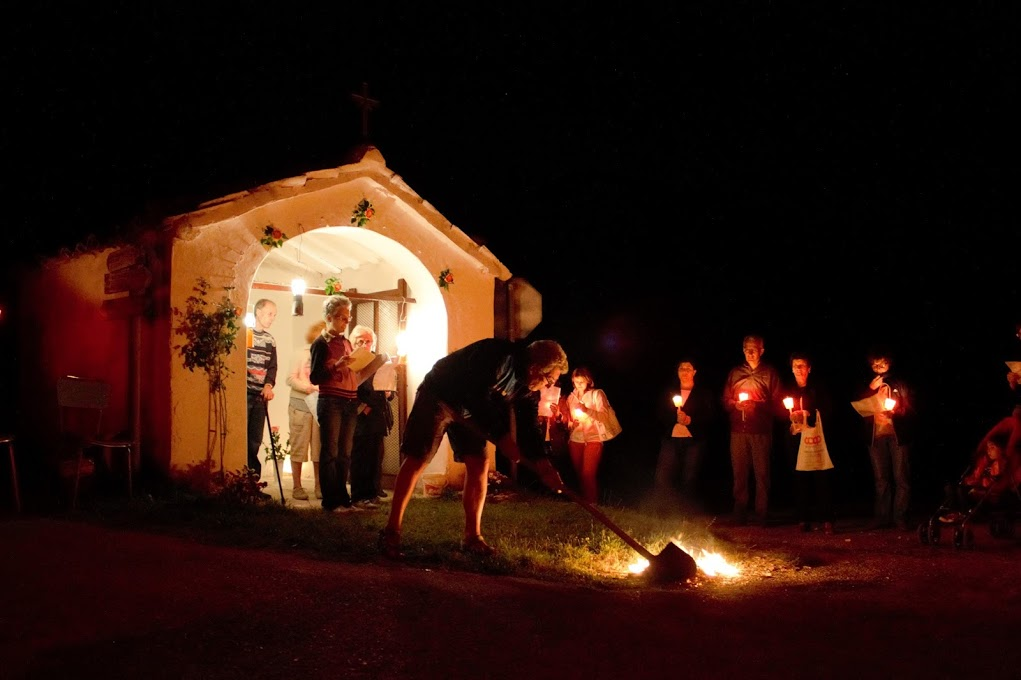
Fiaccolata alla Madonnella

#### Festa dell'Assunzione della Vergine Maria
La caratteristica festa con cadenza annuale si svolge il 15 agosto e prevede dapprima una celebrazione liturgica seguita da una processione in cui la statua della Vergine Maria viene spostata dall'edificio ecclesiastico di San Michele Arcangelo e portata sulle spalle dei fedeli sino alla Madonnella, un piccolo santuario situato nell'intersezione tra la Strada Provinciale 15 e e la Statale Arceviese, e infine riposizionata sempre con la processione nel luogo originario. La sagra che ne segue, organizzata dai paesani, raccoglie molti abitanti anche dalle zone geografiche limitrofe.